# Amata democharis
Amata democharis là một loài bướm đêm thuộc phân họ Arctiinae, họ Erebidae.